# Сухан Михайло Вікторович
Миха́йло Ві́кторович Сухан (1982—2022) — військовослужбовець Збройних сил України, солдат.

## Життєпис
Народився 1982 року в селі Підвиноградів Виноградівського району Закарпатської області.
Брав участь у бойових діях російського вторгнення в Україну 2022 року в складі ЗСУ. Загинув у листопаді 2022 року в Луганській області під час виконання бойового завдання.

## Нагороди
21 лютого 2023 року нагороджений посмертно орденом «За мужність» III ступеня.